# Danny O’Shea (Eishockeyspieler)
Daniel Patrick „Danny“ O’Shea (* 15. Juni 1945 in Ajax, Ontario) ist ein ehemaliger kanadischer Eishockeyspieler, der im Verlauf seiner aktiven Karriere zwischen 1961 und 1975 unter anderem 409 Spiele für die Minnesota North Stars, Chicago Black Hawks und St. Louis Blues in der National Hockey League (NHL) sowie 87 weitere Partien für die Minnesota Fighting Saints in der World Hockey Association (WHA) auf der Position des Centers bestritten hat. O’Shea, der in den Jahren 1969 und 1970 am NHL All-Star Game teilnahm, feierte seinen größten Karriereerfolg jedoch im Trikot der kanadischen Nationalmannschaft mit dem Gewinn der Bronzemedaille bei den Olympischen Winterspielen 1968 im französischen Grenoble. Sein jüngerer Bruder Kevin war als Eishockeyspieler ebenfalls in der NHL und WHA aktiv.

## Karriere
O’Shea verbrachte seine Juniorenkarriere über fünf Jahre in der Ontario Hockey Association (OHA), wo er zwischen 1961 und 1963 zunächst für die Peterborough Petes spielte. Darauf folgten drei Jahren in Diensten des Ligakonkurrenten Oshawa Generals, mit denen der Stürmer am Ende der Saison 1965/66 den J. Ross Robertson Cup, die Meisterschaftstrophäe der OHA, gewann. Im Vorfeld der Playoffs hatte er mit 81 Scorerpunkten in 48 Einsätzen seine beste reguläre Saison absolviert und in den Playoffs selbst 33 Punkte in 17 Spielen beigesteuert. Damit war er hinter seinem Teamkollegen Wayne Cashman zweitbester Scorer der Playoffs. Ebenfalls zum siegreichen Team, das anschließend im prestigeträchtigen Memorial Cup in der Finalserie den Edmonton Oil Kings unterlag, gehörte Bobby Orr.
Anschließend ließ sich der 21-Jährige für zwei Jahre vom kanadischen Eishockeyverband Hockey Canada verpflichten, bei dem er sich in den folgenden beiden Jahren auf die Olympischen Winterspiele 1968 vorbereitete. In diesem Zeitraum trat der Offensivspieler – wie einige weitere seiner damaligen Nationalmannschaftskollegen – im Verlauf der Saison 1967/68 lediglich in Spielen für die Winnipeg Nationals in der Western Canada Senior Hockey League (WCSHL) in Erscheinung. Nachdem die Canadiens de Montréal, die seine Transferrechte besaßen, diese bereits im Juni 1967 für Erstrunden-Wahlrechte im NHL Amateur Draft 1970 und 1971 an die Minnesota North Stars abgegeben hatten, debütierte der Olympionike zum Beginn der Saison 1968/69 im Kader Minnesotas in der National Hockey League (NHL). In seinem ersten Jahr in der Liga stellte der Rookie mit 49 Punkten in 74 Spielen einen Karrierebestwert auf, konnte in den beiden folgenden Spielzeiten aber nicht mehr an diese Marke heranreichen. Dennoch vertrat er die North Stars in den Jahren 1969 und 1970 zweimal in Folge im NHL All-Star Game. Im Verlauf der Spielzeit 1970/71, genauer im Februar 1971, wurde der Kanadier im Tausch für Doug Mohns und Terry Caffery zu den Chicago Black Hawks transferiert.
In Chicago gelang es dem Mittelstürmer aber auch nicht, die in ihn gesteckten Erwartungen zu erfüllen. Zwar erreichte er mit den Black Hawks im Verlauf der Stanley-Cup-Playoffs 1971 die Finalserie um dem Stanley Cup, die mit 3:4 gegen die Canadiens de Montréal verloren ging, aber Chicago trennte sich bereits nach einem Jahr im Februar 1972 wieder von ihm. Zu diesem Zeitpunkt hatte er 84-mal das Trikot Chicagos getragen und 33 Punkte gesammelt. Ein erneuter Transfer, bei dem er für Christian Bordeleau und – später folgend – John Garrett getauscht wurde, vereinte ihn bei den St. Louis Blues mit seinem jüngeren Bruder Kevin. Beide spielten gemeinsam bis zum Ende der Saison 1972/73 in St. Louis, ehe Kevin in die Western Hockey League (WHL) wechselte.
Danny O’Shea selbst wurde im Juli 1973 von einem schweren Schicksalsschlag getroffen, als der 28-Jährige einen Herzinfarkt erlitt. In dessen Folge erhielt er von den behandelnden Ärzten keine Spielerlaubnis in der NHL für die Saison 1973/74. Erst zur darauffolgenden Spielzeit kehrte er wieder auf die Eishockeybühne zurück. Nachdem seine Transferrechte in der zu dieser Zeit mit der NHL konkurrierenden World Hockey Association (WHA) durch die Minnesota Fighting Saints von den Winnipeg Jets erworben worden waren, ging er für diese in der Saison 1974/75 aufs Eis. Nachdem er mit der Mannschaft das Playoff-Halbfinale erreicht hatte, beendete er im Anschluss seine aktive Karriere. Ein Engagement beim Schweizer Klub HC La Chaux-de-Fonds in der Nationalliga A für die folgende Spielzeit kam nicht zustande.

### International
Für sein Heimatland nahm O’Shea mit der kanadischen Nationalmannschaft an den Olympischen Winterspielen 1968 im französischen Grenoble teil, nachdem er zuvor nahezu zwei Jahre als Amateurspieler im kanadischen Eishockeyverband Hockey Canada verbracht hatte. Im Rahmen des olympischen Eishockeyturniers gewann der Stürmer mit der Mannschaft am Ende der Finalrunde die Bronzemedaille. In sieben Turnierspielen erzielte O’Shea drei Tore und bereitete ebenso viele Tore vor.
Zuvor hatte der Angreifer bereits an der Weltmeisterschaft 1967 in der österreichischen Landeshauptstadt Wien teilgenommen, wo er ebenfalls die Bronzemedaille gewonnen hatte.

## Erfolge und Auszeichnungen
- 1966 J.-Ross-Robertson-Cup-Gewinn mit den Oshawa Generals
- 1969 Teilnahme am NHL All-Star Game
- 1970 Teilnahme am NHL All-Star Game

### International
- 1967 Bronzemedaille bei den Weltmeisterschaften
- 1968 Bronzemedaille bei den Olympischen Winterspielen

## Karrierestatistik

### International
Vertrat Kanada bei:
- Weltmeisterschaft 1967
- Olympischen Winterspielen 1968

(Legende zur Spielerstatistik: Sp oder GP = absolvierte Spiele; T oder G = erzielte Tore; V oder A = erzielte Assists; Pkt oder Pts = erzielte Scorerpunkte; SM oder PIM = erhaltene Strafminuten; +/− = Plus/Minus-Bilanz; PP = erzielte Überzahltore; SH = erzielte Unterzahltore; GW = erzielte Siegtore; 1 Play-downs/Relegation; Kursiv: Statistik nicht vollständig)